# NGC 400
NGC 400 este o stea situată în constelația Peștii. A fost descoperită în 30 decembrie 1866 de către Robert Stawell Ball.